# USS Randolph (CV-15)
«Рэндольф» (англ. USS Randolph (CV/CVA/CVS-15)) — американский авианосец типа «Эссекс» времён Второй мировой войны. Был назван в честь председателя Первого Континентального конгресса Пейтона Рэндолфа, став вторым кораблём ВМС США, носившим подобное имя.

## Строительство
Заложен 10 мая 1943 года на верфи Newport News Shipbuilding. Спущен на воду 28 июня 1944 года. Вступил в строй 9 октября 1944 года.

## Служба
Участвовал в сражениях против Японии на Тихоокеанском театре военных действий, получив 3 боевых звезды.
25 февраля 1948 года выведен в резерв.
Вновь введен в строй 1 июля 1953 года после модернизации по проекту SCB-27A.
1 октября 1952 года переклассифицирован в CVA-15.
В 1954 году во время шторма в Северной Атлантике получил серьёзные повреждения полетной палубы. Был поставлен на ремонт и прошел модернизацию по проекту SCB-125.
Вновь введен в строй январе 1956 года.
31 марта 1959 года переклассифицирован в CVS-15.
В мае 1959 года в результате пожара, вызванного коротким замыканием электросети, 1 человек погиб и 2 были ранены.
В рамках бюджета 1961 года был модернизирован по программе FRAM.
В июне 1961 года вместе с авианосцами «Интрепид» и «Шангри-Ла» находился у побережья Доминиканской республики после произошедшего там государственного переворота.
Участвовал в поиске и доставке на континент астронавтов — 21 июля 1961 года В. Гриссома, а 20 февраля 1962 года — Дж. Гленна, совершившего первый орбитальный полет на корабле «Френдшип-7».
Во время Карибского кризиса в октябре 1962 года участвовал в блокаде Кубы.
В феврале 1964 года при подъёме самолета из ангара оторвался и рухнул в море кормовой самолётоподъемник, вследствие чего был проломлен борт и оборваны электрокабели. А в результате короткого замыкания произошло возгорание, но пожар быстро ликвидировали. Авианосец своим ходом ушел на ремонт.
13 февраля 1969 года выведен из состава флота и переведён в резерв.
Окончательно исключен из списков флота 1 июня 1973 года.
В мае 1975 продан для разделки для металл.